# 라이카 M8
라이카 M8(영어: Leica M8)은 2006년 10월 14일 공개된 라이카의 디지털 레인지 파인더 카메라이다. M8은 코닥의 1,030만 화소 KAF-10500 CCD 센서를 탑재했다. 2011년 7월 15일 자의 2.014 버전의 펌웨어가 최신이다.

## 성능
M8의 디자인은 필름바디인 MP와 M7에 비해 15%가량 두꺼운 디자인이다. 이것은 제품의 기본 베이스가 모두 고강도 마그네슘 금속으로 교체되었기 때문이다. 탑 플레이트와 베이스 플레이트는 황동으로 만들어져 있으며, 실버 크롬 피니시와 블랙 크롬 피니시 색상이 있다.
라이카 M8은 현존하는 모든 라이카 M 베이오닛 마운트 렌즈들을 사용할 수 있다. 다만 몇몇 오래된 렌즈들은 기능적으로 완벽하게 동작하지 않을 수 있으며, APS-H CCD센서를 탑재하고 있다. 그렇기 때문에 1.33배율로 화각이 적용되며, 28mm 렌즈를 장착할 시 35mm 프레임으로 적용되는 등의 차이점이 있다. 해당 센서는 안티에일리어싱필터를 제거하면서 IR 제거 필터도 함께 제거하는 바람에, 검은 색상을 표현하는데 문제가 있으며, 이는 렌즈에 추가적으로 IR 필터를 탑재해야만 해결할 수 있다.
M8은 현재 SLR에 탑재되는 것과 동일한 메탈 블레이드 포컬 플레인 셔터가 탑재되어 있다.(라이카 R9의 셔터와 동일. 덕분에 1/250속도의 플래시 싱크 속도 및, 1/8000초의 셔터 스피드를 지원한다. 플래시 시스템은 M-TTL이다.
또한 M8부터는 기존의 렌즈들을 전자식으로 인식하는 시스템인 6비트 코딩 시스템이 추가됐는데, 렌즈를 인식하여 해당 렌즈에서 생기는 비네팅 및 색수차를 제거하는 기능이다. 파일 포맷은 JPG 촬영을 기본으로 하며, 어도비 DNG 포맷을 RAW로 지원한다.

## 라이카 M8.2
2008년 1월 31일, 출시 이후 지적돼온 몇가지 문제점을 수정하는 개선안을 내놓았으며, 이날 이후 출시되는 기종은 업그레이드를 거친 라이카 M8.2로 출시되었다. 기존 M8을 보유한 고객을 대상으로 M8.2로의 업그레이드가 진행되었으며, 주요 변경점은 액정 유리의 사파이어 글라스로의 변경, APS-H에 맞는 개량형 뷰파인더 탑재, 볼커나이트 교체, 셔터 최대 속도 1/4000초로 하향등이 있다.

## 갤러리

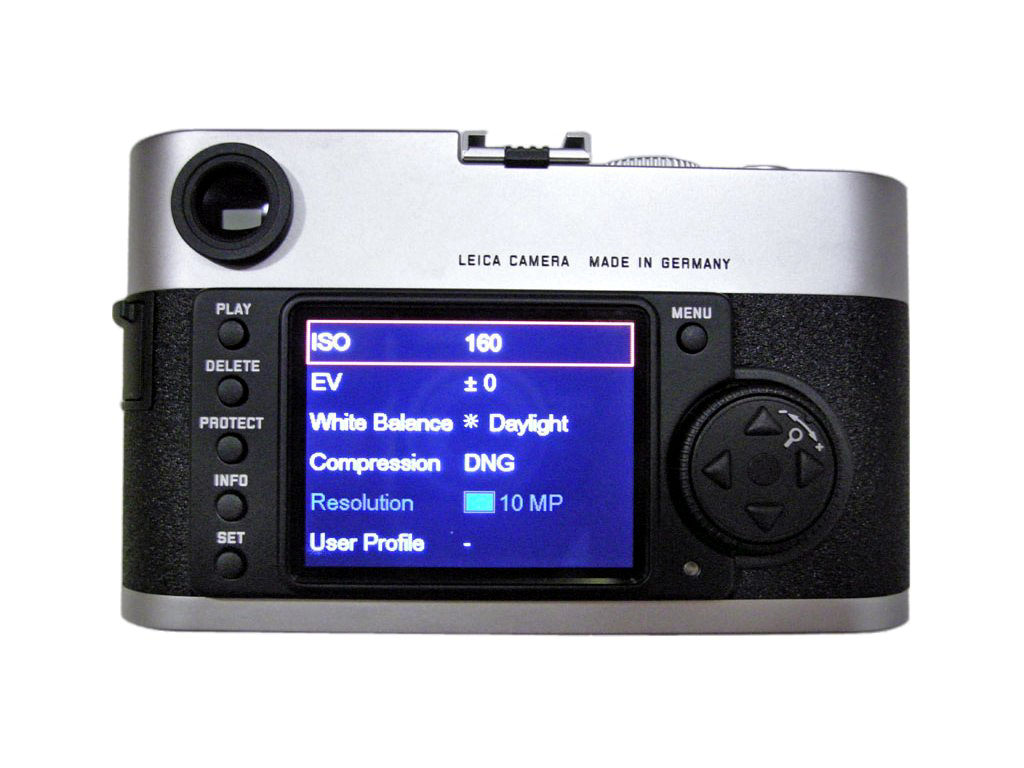
M8 뒷면
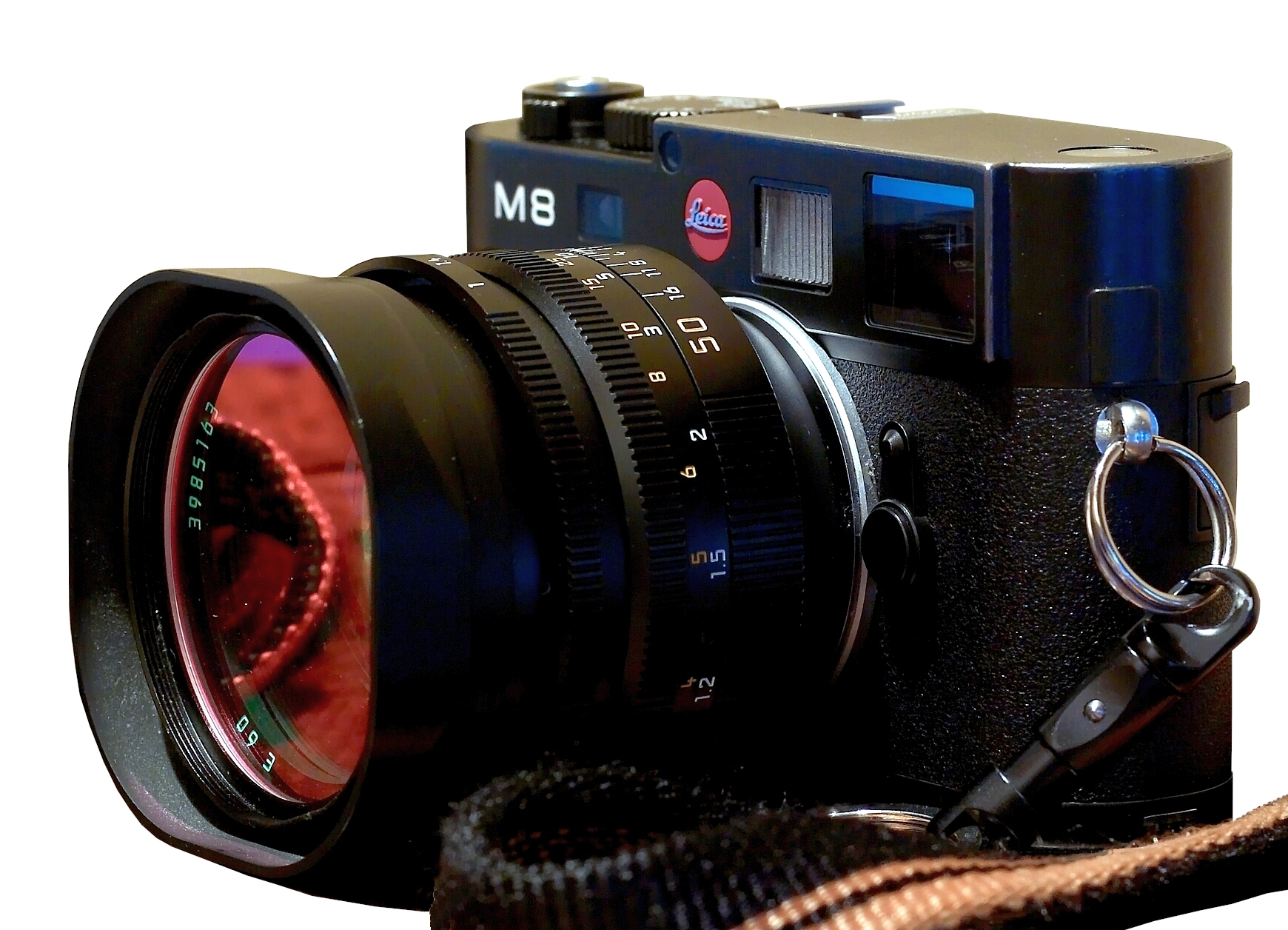
Leica M8, Noctilux 렌즈, IR filter
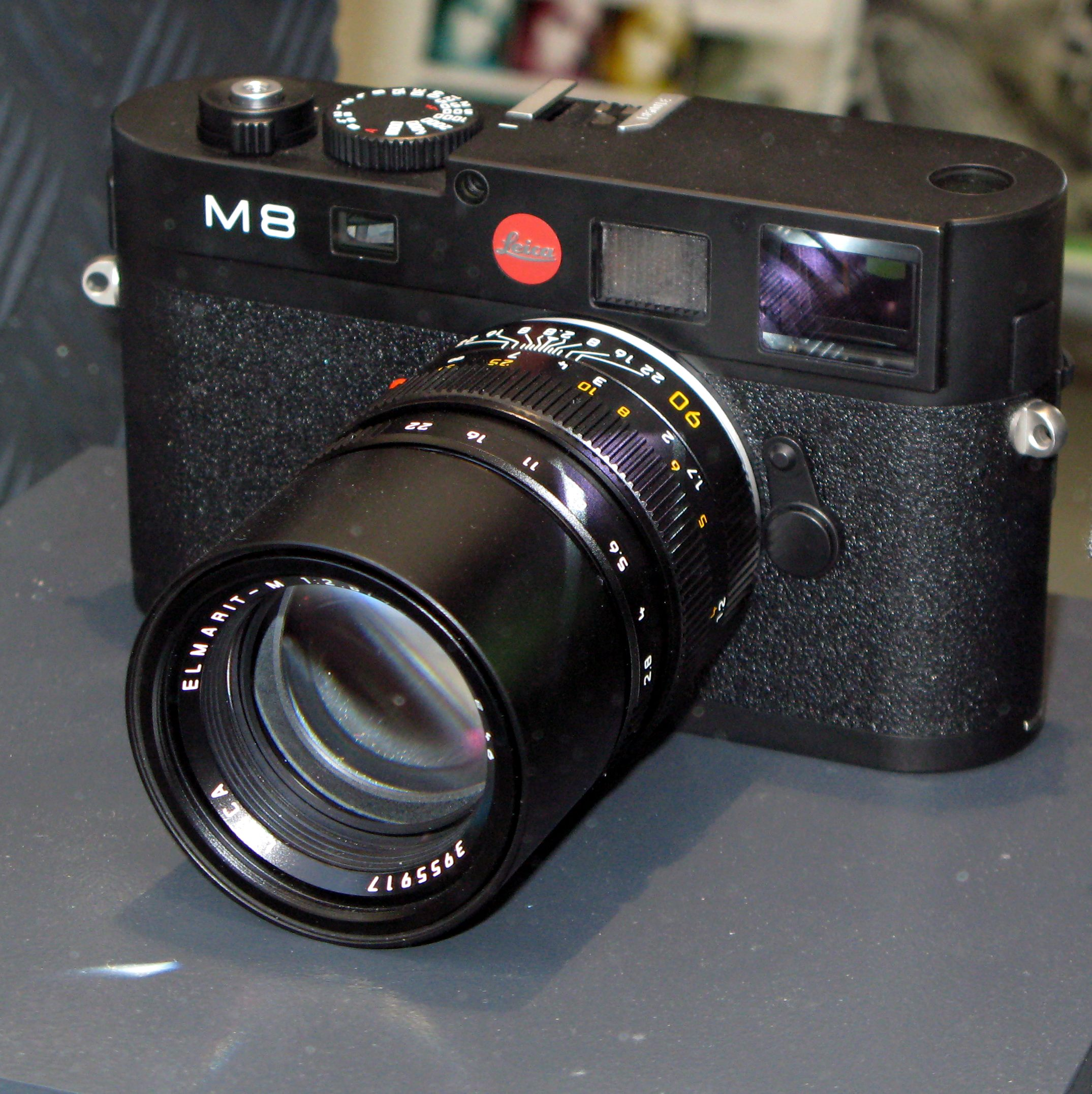
Leica M8, 90mm 망원 렌즈
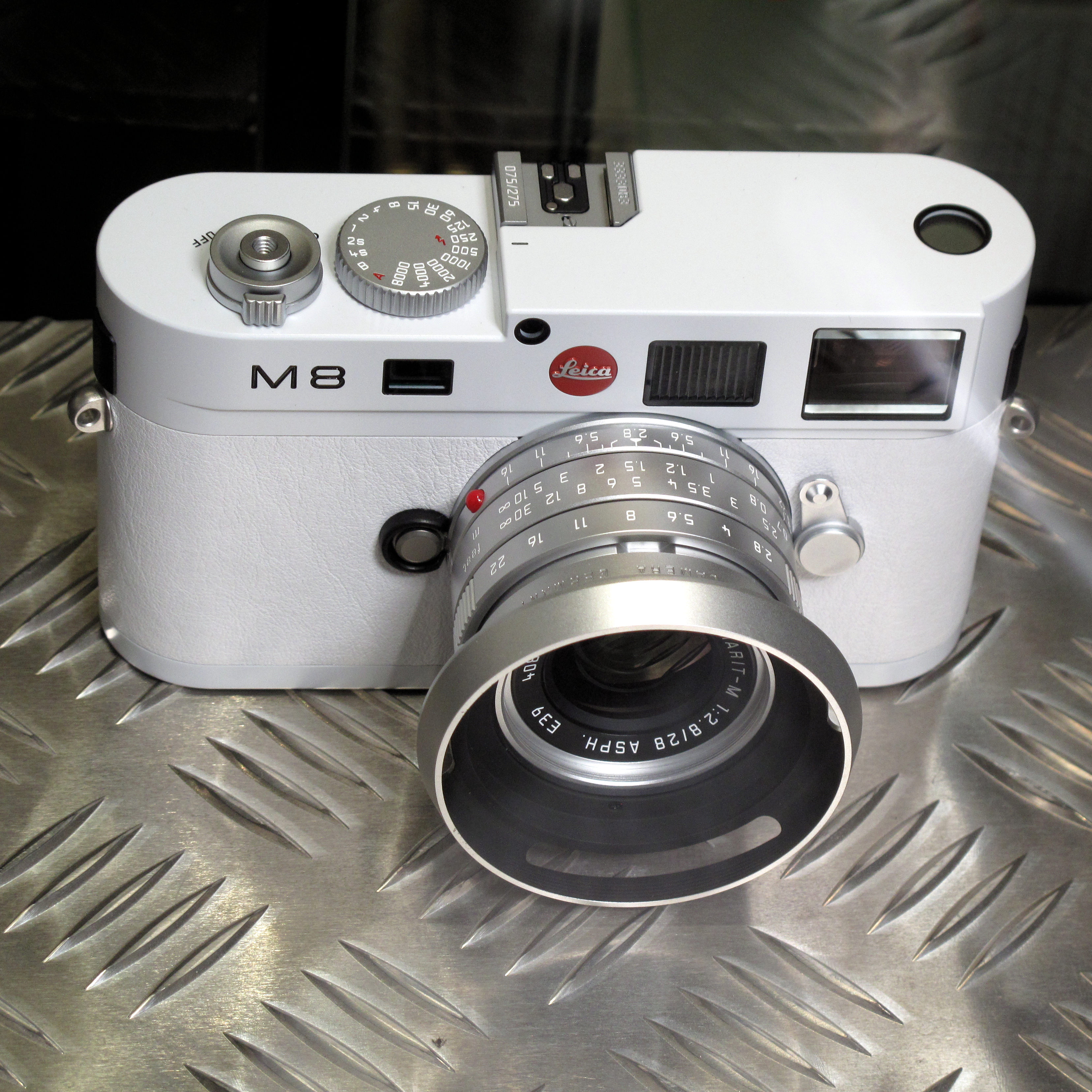
화이트 리밋 에디션